# Manny Ramjohnstadion
Het Manny Ramjohnstadion is een multifunctioneel stadion in San Fernando, Trinidad en Tobago. Het stadion wordt vooral gebruikt voor voetbalwedstrijden, verschillende voetbalclubs op het eiland maken gebruik van dit stadion. In het stadion is plaats voor 10.000 toeschouwers. Het stadion werd geopend in 2000. Het stadion is vernoemd naar Manny Ramjohn (1915–1998), een atleet die uit Trinidad en Tobago kwam. Hij was de eerste persoon die een gouden medaille won voor Trinidad en Tobago op een internationaal sporttoernooi.

## Internationale toernooien
In 2001 werd het stadion gebruikt voor het Wereldkampioenschap voetbal onder 17. Dat toernooi was van 13 tot en met 30 september in Trinidad en Tobago. In dit stadion waren twee groepswedstrijden en twee kwartfinales. In 2010 werd hier weer een internationaal toernooi gespeeld, dit keer het Wereldkampioenschap voetbal vrouwen onder 17 - 2010. Dit keer waren er vier groepswedstrijden en twee kwartfinales.